# Provinz Diguillín
Die Provinz Diguillín (spanisch Provincia de Diguillín) ist eine Provinz in der chilenischen Región de Ñuble. Die Hauptstadt ist Bulnes. Beim Zensus 2017 lag die Einwohnerzahl bei 319.809 Personen.

## Geschichte
Die Provinz Diguillín wurde 2018 geschaffen als die Región de Ñuble aus Teilen der Región del Bío-Bío geschaffen wurde. Ñuble war davor eine Provinz von Bío-Bío.

## Gemeinden
Die Provinz Itata gliedert sich in neun Gemeinden:
- Bulnes
- Chillán
- Chillán Viejo
- San Ignacio
- Pinto
- El Carmen
- Pemuco
- Yungay
- Quillón